# Sportåret 1988

## Händelser

### Allmänt
- 17-24 januari - Paralympiska vinterspelen avgörs i Innsbruck.[1]
- 13-28 februari - Olympiska vinterspelen avgörs i Calgary.[1]
- 15 september - IOK meddelar från Seoul att olympiska vinterspelen 1996 avgörs i Lillehammer och inte i Östersund.[1]
- 16-24 oktober - Paralympiska sommarspelen avgörs i Seoul. USA blir bästa nation.[1]

### Amerikansk fotboll
- Washington Redskins besegrar Denver Broncos med 42 - 10 i Super Bowl XXII.  (Final för 1987).

#### NFL:s slutspel för 1988

##### NFC (National Football Conference)
- - Lagen seedades enligt följande
- 1 Chicago Bears
- 2 San Francisco 49ers
- 3 Philadelphia Eagles
- 4 Minnesota Vikings (Wild Card)
- 5 Los Angeles Rams (Wild Card)

- - Omgång I (Wild Cards)
- Minnesota Vikings besegrar Los Angeles Rams med 28 - 17

- - Omgång II
- Chicago Bears besegrar Philadelphia Eagles med 20 - 12
- San Francisco 49ers besegrar Minnesota Vikings med 34 - 9

- -     - Omgång III
- San Francisco 49ers besegrar Chicago Bears med 28 - 3 i NFC-finalen

##### AFC (American Football Conference)
- - Lagen seedades enligt följande
- 1 Cincinnati Bengals
- 2 Buffalo Bills
- 3 Seattle Seahawks
- 4 Cleveland Browns (Wild Card)
- 5 Houston Oilers (Wild Card)

- - Omgång I (Wild Cards)
- Houston Oilers besegrar Cleveland Browns 24 – 23

- - Omgång II
- Cincinnati Bengals besegrar Seattle Seahawks med 21 – 13
- Buffalo Bills besegrar Houston Oilers med 17 - 10

- -     - Omgång III
- Cincinnati Bengals besegrar Buffalo Bills med 21 - 10  i AFC-finalen

### Badminton
- 20 mars - Nordiska mästerskapen i Helsingfors avslutas.[1]

### Bandy
- 19 mars - AIK blir svenska dammästare genom att finalslå IF Boltic med 7-1 på Söderstadion i Stockholm.[2]
- 20 mars - IF Boltic blir svenska herrmästare genom att finalslå Vetlanda BK med 5-2 på Söderstadion i Stockholm.[3][4]

### Baseboll
- 20 oktober - National League-mästarna Los Angeles Dodgers vinner World Series med 4-1 i matcher över American League-mästarna Oakland Athletics.[5]

### Basket
- 10 april - Solna IF blir svenska mästare för damer genom att finalslå Arvika Basket med 3-2 i matcher.[1]
- 16 april - Södertälje BBK blir svenska mästare för herrar genom att finalslå Solna IF med 3-0 i matcher.[1]
- 21 juni - Los Angeles Lakers vinner NBA-finalserien mot Detroit Pistons.[6]
- 29 september - Sovjet vinner den olympiska damturneringen i Seoul genom att finalslå Jugoslavien med 77-70.[7]
- 30 september - Sovjet vinner den olympiska herrturneringen i Seoul genom att finalslå Jugoslavien med 76-63.[8]

### Bordtennis
- 19-27 mars - Europamästerskapen avgörs i Paris.[1]
- 13 februari - 22-årige Jan-Ove Waldner, Sverige vinner herrklassen och Fliura Bulatova, Sovjet vinner damklassen vid Europa Top 12 i Ljubljana.[1]
- Mikael Appelgren blir europamästare i bordtennis genom att i finalen besegra  A. Mazunov , Sovjetunionen.
- Mikael Appelgren & Jan-Ove Waldner blir europamästare i herrdubbel genom att i finalen besegra I. Lupulesco & Z. Primovać, Jugoslavien
- Sverige segrar i lagtävlingen före England

### Boxning
- 23 januari - Mike Tyson, USA besegrar Larry Holmes, USA i Atlantic City, och behåller därmed världsmästartiteln i professionell tungviktsboxning.[1]
- 21 mars - Mike Tyson, USA besegrar Tony Tubbs, USA i Tokyo, och behåller därmed världsmästartiteln i professionell tungviktsboxning.[1]
- 4-7 mars - Svenska amatörmästerskapen avgörs i Göteborg.[1]
- 27 juni - 22-årige Mike Tyson, USA besegrar 32-årige Michael Spinks, USA i Atlantic City, och behåller därmed världsmästartiteln i professionell tungviktsboxning.[1]
- 8 november - Sugar Ray Leonard, USA besegrar Donny Lalonde, Kanada i Las Vegas, och vinner därmed WBC:s världsmästartitel i mellantungvikt och lätt tungvikt. Därmed blir han första boxare med fem världsmästartitlar.[1]

### Bågskytte
- 4 juni - Världsmästerskapen i fältbågskytte i Bolzano avslutas.[1]

### Curling
- Norge vinner världsmästerskapet för herrar före Kanada och Skottland.
- Västtyskland vinner världsmästerskapet för damer före Kanada och Sverige.

### Cykel
- 4 juni - Andrew Hampsten, USA vinner Giro d'Italia.[1]
- 21 juni - 29-årige Jesper Worre, Danmark vinner Postgirot Open.[1]
- 24 juli - Pedro Delgado, Spanien vinner Tour de France.[1]
- 24-31 juli - Svenska mästerskapen avgörs i Västervik.[1]

- Maurizio Fondriest, Italien vinner landsvägsloppet i VM.
- Sean Kelly, Irland vinner Vuelta a España

### Dragkamp
- 17-18 september - Världsmästerskapen avgörs i Malmö.[1]

### Fotboll
- 27 mars - Kamerun vinner afrikanska mästerskapet i Marocko genom att besegra Nigeria med 1–0 i finalen på Stade Mohammed V i Casablanca.[9]
- 24 april – Damallsvenskan startar som en gemensam svensk serie.
- 11 maj - Bayer Leverkusen vinner UEFA-cupen genom att besegra RCD Espanol i finalerna.[10]
- 18 maj - KV Mechelen vinner Europeiska cupvinnarcupen genom att besegra AFC Ajax med 1–0 i finalen på Stade de la Meinau i Strasbourg.[10]
- 20 maj - Wimbledon FC vinner FA-cupfinalen mot Liverpool FC med 1-0 på Wembley Stadium.[11]
- 25 maj - PSV Eindhoven vinner Europacupen för mästarlag genom att besegra SL Benfica med 6–5 efter straffsparksläggning i finalen på Neckarstadion i Stuttgart.[10]
- 25 juni - Nederländerna blir Europamästare på herrsidan genom att i finalen besegra Sovjet med 2-0 i München.[12]
- 29 juni – IFK Norrköping vinner Svenska cupen för herrar genom att finalslå Örebro SK med 3-1 i Solna.[13]
- 1 oktober – Sovjet vinner den olympiska turneringen genom att vinna finalen i Seoul mot Brasilien med 2-1 i förlängning.[14]
- 18 december - Saudiarabien försvarar i Qatar sin titel i asiatiska mästerskapet för herrar.[15]
- Okänt datum – Öxabäcks IF vinner Svenska cupen för damer genom att finalslå Mallbackens IF med 1-0.[16]
- Okänt datum – Marco van Basten, Nederländerna, utses till Årets spelare i Europa.
- Okänt datum – Rubén Paz, Uruguay, utses till Årets spelare i Sydamerika av tidningen El Mundo.
- Okänt datum – Rubén Paz, Uruguay, utses till Årets spelare i Sydamerika av tidningen El País.
- Okänt datum – Kalusha Bwalya, Zambia, utses till Årets spelare i Afrika.
- Okänt datum – Frank Farina, Australien, utses till Årets spelare i Oceanien.

#### Ligasegrare / resp. lands mästare
- Belgien - Club Brugge
- England - Liverpool FC
- Frankrike - AS Monaco
- Italien - AC Milan
- Nederländerna – PSV
- Skottland - Celtic FC
- Portugal – FC Porto
- Spanien - Real Madrid
- Sverige - Malmö FF (herrar) Öxabäcks IF (damer)
- Västtyskland - SV Werder Bremen

### Friidrott
- 14 maj - Dagbladsstafetten avgörs på Djurgården i Stockholm.[1]
- 9 juni - Sergej Bubka, Sovjet noterar nytt världsrekord i stavhopp för herrar då han hoppar 6.05 meter vid GP-deltävlingar i Bratislava.[1]
- 10 juli - Sergej Bubka, Sovjet noterar nytt världsrekord i stavhopp för herrar då han hoppar 6.06 meter vid GP-deltävlingar i Nice.[1]
- 18 juli - Florence-Griffith Joyner, USA noterar världsrekord på 100 meter löpning för damer med tiden 10.49 sekunder och Jackie Joyner-Kersee, USA noterar nytt världsrekord i damernas sjukmap med 7 215 poäng vid USA:s olympiska uttagningar i Houston.[1]
- 6 augusti - Kjell Bystedt noterar nytt svenskt rekord i släggkastning för herrar då han stöter 78.64 meter vid OS-test i Borås.[1]
- 8 augusti - Caroline Isgren noterar nytt svenskt rekord i kulstötning för damer då hon stöter 15.64 meter vid internationella tävlingar i Malmö.[1]
- 17 augusti - 24-årige Harry Reynolds, USA noterar nytt världsrekord på 400 meter löpning för herrar då han springer på 400 meter vid GP-deltävlingar i Zürich.[1]
- 25 augusti - Caroline Isgren noterar nytt svenskt rekord i kulstötning för damer då hon stöter 15.94 meter vid tävlingar i Växjö.[1]
- 31 december - Rolando Vera, Ecuador vinner herrklassen och Aurora Cunha, Portugal vinner damklassen vid Sylvesterloppet i São Paulo.[17]
- 4 juni - Suleiman Nyambui, Tanzania vinner herrklassen i Stockholm Marathon medan Grete Waitz, Norge vinner damklassen.[1]
- 11-14 augusti - Svenska mästersakpen avgörs i Eskilstuna.[1]
- 8 september - Javier Sotomayor, Kuba noterar nytt världsrekord i höjdhopp för herrar då han hoppar 2.43 vid tävlingar i Salamanca.[1]
- 9 september - Petra Folke, Östtyskland noterar nytt världsrekord i spjutkastning för damer då hon blir första kvinna att nå 80 meter.[1]
- 3-4 september - Finnkampen avgörs på Helsingfors Olympiastadion. Finland vinner herrkampen med 229.5-180.5, damkampen med 170-150, pojkkampen med 103-98 och flickkampen med 82-64.[1]
- Ibrahim Hussein, Kenya vinner herrklassen vid Boston Marathon.[18] medan Rosa Mota, Portugal vinner damklassen.[19]
- Galina Tjistjakova, Sovjetunionen sätter världsrekord med 7,52 i längdhopp. Rekordet är fortfarande (2006) gällande.
- Gabriele Reinsch, Östtyskland  sätter världsrekord med 76,80 i diskus. Rekordet är fortfarande (2006) gällande.
- Florence Griffith Joyner, USA sätter världsrekord med 10,49 på 100 m. Rekordet är fortfarande (2006) gällande.
- Florence Griffith Joyner, USA sätter världsrekord med 21,34 på 200 m. Rekordet är fortfarande (2006) gällande.
- Jordanka Donkova, Bulgarien sätter världsrekord med 12,21 på 100 m häck. Rekordet är fortfarande (2006) gällande.
- Jackie Joyner-Kersee, USA sätter världsrekord med 7 291 poäng i sjukamp. Rekordet är fortfarande (2006) gällande.
- Sovjetunionen sätter världsrekord med 3.15,17 i stafett 4 x 400 m för damer. Rekordet är fortfarande (2006) gällande.
- Carl Lewis, USA sätter världsrekord med 9,92 på 100 m.
- Harry Reynolds, USA sätter världsrekord med 43,29 på 400 m.
- Javier Sotomayor, Kuba sätter världsrekord med 2,43 i höjdhopp.
- Sergej Bubka, Sovjetunionen sätter världsrekord med 6,06 i stavhopp.
- Ulf Timmermann, Östtyskland sätter världsrekord med 23,06 i kula.

### Golf

#### Herrar
- 31 juli – Severiano Ballesteros, Spanien vinner SEO på Drottningholmsbanan utanför Stockholm.[1]
- Mest vunna prispengar på PGA-touren:  Curtis Strange, USA med $1 147 644
- Mest vunna prispengar på Champions Tour (Senior-touren): Bob Charles, Nya Zeeland med $533 929

##### Majorstävlingar
- The Masters - Sandy Lyle, Skottland
- US Open - Curtis Strange, USA
- 18 juli - Severiano Ballesteros, Spanien vinner British Open.[1]
- PGA Championship - Jeff Sluman, USA

#### Damer
- Mest vunna prispengar på LPGA-touren: Sherry Turner, USA med $347 255

##### Majorstävlingar
- 23 juli - Liselotte Neumann, Sverige vinner US Womens Open i Baltimore.[1]

- Kraft Nabisco Championship - Amy Alcott, USA
- LPGA Championship - Sherri Turner, USA
- Du Maurier Classic - Sally Little, Sydafrika

### Handboll
- 17 januari - Västtyskland vinner World Cup genom att finalslå Östtyskland med 18-17 i Stockholm medan Sverige slår Island med 23-20-matchen om tredje pris på samma ort.[20]
- 13 april - HK Drott blir svenska herrmästare.[1]
- 14 april - Tyresö HF blir svenska herrmästare.[1]
- 29 september - Sydkorea vinner den olympiska damturneringen i Seoul före Norge och Sovjet.[21]
- 1 oktober - Sovjet vinner den olympiska herrfinalen i Seoul mot Sydkorea med 32-25.[22]

### Hastighetsåkning på skridskor
- 23-24 januari - 28-årige Tomas Gustafsson, Sverige blir herr-Europamästare i Haag före Leo Visser, Nederländerna och Gerard Kremker, Nederländerna.[1]

### Hästsport

#### Galopp
- 10 juli - Svenskt galoppderby avgörs på Jägersro.[1]

#### Hästhoppning
- 10 april - Världscupen i hästhoppning avslutas i Scandinavium i Göteborg.[1]

#### Trav
- 31 januari - Prix d'Amérique avgörs i Paris.[1]
- 9 april - Olympiatravet avgörs på Åbybanan i Mölndal.[1]
- 15 maj - Oslo Grand Prix avgörs.[1]
- 29 maj - Elitloppet avgörs på Solvalla.[1]
- 7 augusti - Hambletonian Stakes avgörs på Meadowlandsbanan i New Jersey.[1]
- 4 september - Svenskt travderby avgörs på Jägersro.[1]
- 18 november - March of Dimes avgörs på Garden State Park i Philadelphia.[1]

### Innebandy
- 19 augusti - Svenska Innebandyförbundet beslutar att Sverige från säsongen 1989/1990 skall få ett nationellt seriesystem i innebandy för herrar.[23]

### Ishockey
- 4 januari - Kanada vinner juniorvärldsmästerskapet i Moskva före Sovjet och Finland.[24]
- 28 februari - Sovjet blir olympiska mästare i Calgary före Finland och Sverige.[25]
- 21 april - Färjestads BK blir svenska herrmästare efter slutspelsvinst över IF Björklöven med 3 matcher mot 1.[26]
- 26 maj - Stanley Cup vinns av Edmonton Oilers som besegrar Boston Bruins med 4 matcher mot 0 i slutspelet.[27]
- 16 oktober - CSKA Moskva, Sovjet vinner Europacupen i Davos före HC Tesla Pardubice, Tjeckoslovakien och Tappara, Finland.[28]
- 22 december - Sovjet vinner Izvestijaturneringen i Moskva före Kanada och Sverige.[29]

### Konståkning
- VM
  - Herrar – Brian Boitano, USA
  - Damer – Katarina Witt, DDR
  - Paråkning – Jelena Valova & Oleg Vasiljev, Sovjetunionen
  - Isdans – Natalia Bestemianova & Andrej Bukin, Sovjetunionen
- OS
  - Herrar – Brian Boitano, USA
  - Damer – Katarina Witt, DDR
  - Paråkning – Jekaterina Gordekjeva & Sergej Grinkov, Sovjetunionen
  - Isdans – Natalja Bestemjanova & Andrej Bukin, Sovjetunionen

### Motorsport

#### Formel 1
- 13 november - Ayrton Senna, Brasilien blir världsmästare.[1]

#### Isracing
- 13 mars - 25-årige Erik Stenlund, Sverige blir världsmästare i Eindhoven.[1]

#### Rally
- 24 november - Miki Biasion från Italien vinner rally-VM.
- Australienrallyt anordnas för första gången, och Ingvar Carlsson från Sverige vinner denna nya deltävling i rally-VM.

#### Speedway
- 9 september - Danmark blir lagvärldsmästare i Long Beach före USA och Sverige.[1]

#### Sportvagnsracing
- Britten Martin Brundle vinner sportvagns-VM.
- Jan Lammers, Johnny Dumfries och Andy Wallace vinner Le Mans 24-timmars med en Jaguar XJR-9LM.

### Orientering
- 7-8 maj - Tiomila avgörs i Malmköping.[1]
- 29 juli - Femdagarsloppet avslutas i Sundsvall.[1]

### Schack
- 17 juli - Axel Ornstein blir svensk mästare i Himmelstalundshallen i Norrköping.[1]
- 30 november - Shackolympiaden i Thessaloniki avgörs. Sovjet vinner herrklassen före Storbritannien och Nederländerna. Ungern vinner damklassen före Sovjet och Jugoslavien.[1]

### Segling
- 9 september - Stars and Stripes, USA vinner America's Cup utanför San Diego.[1]

### Simning
- 26 mars - 16-årige Janet Evans, USA blir vid amerikanska öppna mästerskapen i Orlando första kvinna att simma 1 500 meter frisim under 16 minuter, då hon noteras för tiden 15.52.01.[1]
- 15-17 april - Svenska inomhusmästerskapen i långbanesimning avgörs i Örebro.[1]
- 1-4 augusti - Svenska långbanemästerskapen avgörs i Jönköping.[1]

### Skidor, alpina grenar
- 26 mars - Primin Zurbriggen, Schweiz säkrar segern i världscupen i alpin skidåkning för damer vid slalomdeltävlingen i Saalbach.[1]

#### Herrar

##### Världscupen
- Totalsegrare: Pirmin Zurbriggen, Schweiz
- Slalom: Alberto Tomba, Italien
- Storslalom: Alberto Tomba, Italien
- SuperG: Pirmin Zurbriggen, Schweiz
- Störtlopp: Pirmin Zurbriggen, Schweiz

##### SM
- - Slalom vinns av Jörgen Sundqvisk, Huddinge SK. Lagtävlingen vinns av Huddinge SK.
  - Storslalom vinns av Niklas Lindqvist, Sundsvalls, SLK. Lagtävlingen vinns av Huddinge SK.
  - Störtlopp vinns av Niklas Henning, Åre SLK. Lagtävlingen vinns av Åre SLK.

#### Damer

##### Världscupen
- Totalsegrare: Michela Figini, Schweiz
- Slalom: Roswitha Steiner, Österrike
- Storslalom: Mateja Svet, Jugoslavien
- SuperG: Michela Figini, Schweiz
- Störtlopp: Michela Figini, Schweiz

##### SM
- - Slalom vinns av Camilla Nilsson, Östersund-Frösö SLK. Lagtävlingen vinns av Östersund-Frösö SLK.
  - Storslalom vinns av Camilla Nilsson, Östersund-Frösö SLK. Lagtävlingen vinns av Östersund-Frösö SLK.
  - Störtlopp vinns av Ulrika Wärvik, Åre SLK. Lagtävlingen vinns av Östersund-Frösö SLK.

### Skidor, nordiska grenar
- 23-28 januari - Marie-Helene Westin dominerar damtävlingarna vid svenska mästerskapen i längdskidåkning i Skellefteå.[1]
- 13 mars - 28-årige Ole Gunnar Fidjestøl, Norge blir världsmästare i skidflygning i Oberstdorf före Primož Ulaga, Jugoslavien och Matti Nykänen, Finland.[1]
- 27 mars - Gunde Svan, Sverige säkrar segern i världscupen i längdskidåkning vid sista deltävlingen i Rovaniemi.[1]

#### Herrar

##### Världscupen
- 1 Gunde Svan, Sverige
- 2 Torgny Mogren, Sverige
- 3 Pål-Gunnar Mikkelsplass, Norge

##### Övrigt
- 6 mars - Anders och Örjan Blomqvist, IFK Lidingö, delar segern i Vasaloppet.[30]

##### SM
- 15 km (K) vinns av Jan Ottosson, Åsarna IK. Lagtävlingen vinns av Åsarna IK.
- 30 km (K) vinns av Gunde Svan, Dala-Järna IK. Lagtävlingen vinns av Dala-Järna IK.
- 50 km (F) vinns av Jan Ottosson, Åsarna IK. Lagtävlingen vinns av Åsarna IK.
- Stafett 3 x 10 km (F) vinns av Åsarna IK med laget  Jan Ottosson, Hans Persson och Thomas Wassberg .

#### Damer

##### Världscupen
- 1 Marjo Matikainen, Finland
- 2 Marie-Helene Westin, Sverige
- 3 Marja-liisa Hämäläinen, Finland

##### SM
- 5 km (K) vinns av Marie-Helen Westin, Sollefteå SK. Lagtävlingen vinns av Sollefteå SK.
- 10 km (K) vinns av Marie-Helen Westin, Sollefteå SK. Lagtävlingen vinns av Sollefteå SK.
- 20 km (F) vinns av Marie-Helen Westin, Sollefteå SK. Lagtävlingen vinns av Sollefteå SK.
- Stafett 3 x 5 km (F) vinns av Sollefteå SK med laget  Eva Korpela, Lis Frost och Marie-Helen Westin .

### Skidorientering
- 2-6 mars - Världsmästerskapen avgörs i Kuopio.[31]

### Skidskytte

#### Herrar

##### Världscupen
- 1 Fritz Fischer, Västtyskland
- 2 Eirik Kvalfoss, Norge
- 3 Johann Passler, Italien

#### Damer

##### VM
- Sprint 5 km
  - 1 Petra Schaaf, Västtyskland
  - 2 Eva Korpela, Sverige
  - 3 Anne Elvebakk, Norge
- Distans 10 km
  - 1 Anne Elvebakk, Norge
  - 2 Elin Kristiansen, Norge
  - 3 Verena Tjernychova, Sovjetunionen
- Stafett 3 x 5 km
  - 1 Sovjetunionen – Jelena Golovina, Verena Tjernychova & Kaja Parve
  - 2 Norge –  Elin Kristiansen, Anne Elvebakk & Mona Bolerud
  - 3 Sverige – Inger Björkbom, Mia Stadig & Eva Korpela

##### Världscupen
- 1 Anne Elvebakk, Norge
- 2 Elin Kristiansen, Norge
- 3 Nadezjda Aleksejeva, Bulgarien

### Tennis

#### Herrar
- Tennisens Grand Slam:
  - 24 januari - Mats Wilander, Sverige vinner Australiska öppna genom att finalslå Pat Cash, Australien med 3-2 i set.[1]
  - 5 juni - Mats Wilander, Sverige vinner Franska öppna genom att finalslå Henri Leconte, Frankrike med 3-0 i set.[1]
  - 4 juli - 22-årige Stefan Edberg, Sverige vinner Franska öppna genom att finalslå Boris Becker, Västtyskland med 3-1 i set.[1]
  - 11 september - Mats Wilander, Sverige vinner US Open genom att finalslå Ivan Lendl, Tjeckoslovakien med 3-02i set.[1]
- 17 juli - Marcel Filippini, Uruguay vinner Swedish Open i Båstad genom att finalbesegra Francesco Cancelotti, Italien med 2-1 i set.[1]
- 6 november - 22-årige Boris Becker, Västtyskland vinner Stockholm Open genom att finalbesegra Peter Lundgren, Sverige med 3-0 i set.[1]
- 18 december - Davis Cup: Västtyskland finalbesegrar Sverige med 4-1 i Göteborg.[32]

#### Damer
- Steffi Graf, Västtyskland blir den tredje kvinnan som lyckas ta hem Grand Slam
- Tennisens Grand Slam:
  - Australiska öppna - Steffi Graf, Västtyskland
  - Franska öppna - Steffi Graf, Västtyskland
  - Wimbledon - Steffi Graf, Västtyskland
  - US Open - Steffi Graf, Västtyskland
- 11 december - Tjeckoslovakien vinner Federation Cup genom att finalbesegra Sovjet med 2-1 i Melbourne.[33]

### Tyngdlyftning
- 30 april - Europamästerskapen avgörs i Cardiff.[1]

### Volleyboll
- 14 mars - Sollentuna VK finalslår Vallentuna VBK med 3-0 i matcher och blir svenska dammästare.[1]
- 16 mars - Sollentuna VK finalslår Floby VK med 3-2 i set och blir svenska herrmästare.[1]
- 30 april - Sverige vinner Spring Cup genom att finalslå Finland med 3-0 i Göteborg.[1]
- 29 september - Sovjet vinner den olympiska damturneringen i Seoul genom att finalbesegra Peru med 3-2.[34]
- 2 oktober - USA vinner den olympiska herrturneringen i Seoul genom att finalbesegra Sovjet med 3-1.[35]

## Evenemang
- Olympiska vinterspelen 1988 äger rum 13 februari - 28 februari i Calgary, Kanada
- Olympiska sommarspelen 1988 äger rum 17 september - 2 oktober i Seoul, Sydkorea
- VM på cykel anordnas i Ronse Belgien
- VM i curling för damer anordnas i Glasgow, Skottland
- VM i curling för herrar anordnas i Lausanne, Schweiz
- VM i konståkning anordnas i Budapest, Ungern
- VM i skidskytte, damer anordnas i Chamonix, Frankrike
- EM i fotboll anordnas i åtta städer i Västtyskland
- EM i bordtennis anordnas i Paris, Frankrike

## Födda
- 5 januari – Dennis Boskailo, svensk fotbollsspelare.
- 12 januari – Claude Giroux, kanadensisk ishockeyspelare.
- 16 januari – Nicklas Bendtner, dansk fotbollsspelare.
- 3 februari – Abiola Dauda, nigeriansk fotbollsspelare.
- 9 februari – Lotte Friis, dansk simmare.
- 16 februari – Diego Capel, spansk fotbollsspelare.
- 7 mars – Emir Bajrami, svensk fotbollsspelare.
- 10 mars – Ivan Rakitić, kroatisk fotbollsspelare.
- 20 mars – Alberto Bueno, spansk fotbollsspelare.
- 12 april – Pierre Bengtsson, svensk fotbollsspelare.
- 16 april – Petar Muslim, kroatisk vattenpolospelare.
- 23 april – Victor Anichebe, nigeriansk fotbollsspelare.
- 11 maj – Oscar Carlén, svensk handbollsspelare.
- 29 maj – Tobin Heath, amerikansk fotbollsspelare.
- 2 juni
  - Sergio Agüero, argentinsk fotbollsspelare.
  - Patrik Berglund, svensk ishockeyspelare.
- 8 juni – Paolo Nicolai, italiensk beachvolleybollspelare.
- 17 juni – Stephanie Rice, australisk simmare.
- 25 juni – Therese Johaug, norsk längdskidåkare.
- 29 juni – Éver Banega, argentinsk fotbollsspelare.
- 18 juli – Peter Abrahamsson, svensk fotbollsspelare.
- 4 augusti – Kelley O'Hara, amerikansk fotbollsspelare.
- 9 augusti – Willian, brasiliansk fotbollsspelare.
- 12 augusti – Tyson Fury, brittisk boxare.
- 21 augusti – Robert Lewandowski, polsk fotbollsspelare.
- 5 september
  - Denni Avdić, svensk fotbollsspelare.
  - Felipe Caicedo, ecuadoriansk fotbollsspelare.
- 26 september – Kiira Korpi, finländsk konståkare.
- 15 oktober – Mesut Özil, tysk fotbollsspelare.
- 23 oktober – Nicolaj Agger, dansk fotbollsspelare.
- 31 oktober – Sébastien Buemi, schweizisk racerförare.
- 12 november – Russell Westbrook, amerikansk basketspelare.
- 1 december – Jelena Blagojević, serbisk volleybollspelare.
- 16 december – Mats Hummels, tysk fotbollsspelare.
- 17 december – Yann Sommer, schweizisk fotbollsmålvakt.
- 19 december – Alexis Sánchez, chilensk fotbollsspelare.
- 24 december – Nikola Mektić, kroatisk tennisspelare.
- 25 december – Dele Adeleye, nigeriansk fotbollsspelare.
- 29 december – Christen Press, amerikansk fotbollsspelare.

## Avlidna
- 25 januari – Arne Strömberg, svensk idrottstränare, svenska ishockeylandslagets rikstränare 1961–1971.[1]
- 26 mars – Jan-Erik Garland, "Rit-Ola", 82, svensk tecknare och sportjournalist.[1]
- 7 maj – Elin Pikkuniemi, 92, svensk längdskidåkare.
- 14 augusti – Enzo Ferrari, 90, italiensk racerbiltillverkare.[1]

### Fotnoter
1. 1 2 3 4 5 6 7 8 9 10 11 12 13 14 15 16 17 18 19 20 21 22 23 24 25 26 27 28 29 30 31 32 33 34 35 36 37 38 39 40 41 42 43 44 45 46 47 48 49 50 51 52 53 54 55 56 57 58 59 60 61 62 63 64 65 66 67 68 69 70 71 72 73 74 75 76   Horisont 1988. Bertmarks
2. ↑  Erik Jonsson (19 mars 1988). ”1980–1989”. Svenska Bandyförbundet. Arkiverad från originalet den 17 mars 2020. https://web.archive.org/web/20200317214724/https://www.svenskbandy.se/BANDYFINALEN/HISTORIK/Svenskamastare/Damer/1980-1989. Läst 18 mars 2020.
3. ↑  Erik Jonsson (20 mars 1988). ”1980–1989”. Svenska Bandyförbundet. https://www.svenskbandy.se/BANDYFINALEN/HISTORIK/Svenskamastare/Herrar/1980-1989/. Läst 18 mars 2020.
4. ↑  Jimmy Andersson. ”Slutspelet 1987/88”. Jimbobandy. Arkiverad från originalet den 24 maj 2012. https://archive.is/20120524215941/http://www.jimbobandy.nu/80-tal/88_slut.html. Läst 20 augusti 2011.
5. ↑  ”1988 World Series” (på engelska). Baseball-Reference.com. http://www.baseball-reference.com/postseason/1988_WS.shtml. Läst 9 juli 2015.
6. ↑  ”Basketball Reference”. http://www.basketball-reference.com/leagues/NBA_1988_games.html. Läst 25 augusti 2011.
7. ↑  ”Sport Statistics”. Arkiverad från originalet den 25 maj 2012. https://web.archive.org/web/20120525161628/http://www.todor66.com/basketball/Olympic/Women_1988.html. Läst 23 augusti 2011.
8. ↑  ”Sport Statistics”. Arkiverad från originalet den 25 maj 2012. https://web.archive.org/web/20120525123613/http://www.todor66.com/basketball/Olympic/Men_1988.html. Läst 23 augusti 2011.
9. ↑  ”African Nations Cup 1988” (på engelska). RSSSF. http://www.rsssf.com/tables/88a.html. Läst 16 augusti 2011.
10. 1 2 3  ”European Competitions 1987-88” (på engelska). RSSSF. http://www.rsssf.com/ec/ec198788.html. Läst 16 augusti 2011.
11. ↑  ”England FA Challenge Cup 1987-1988” (på engelska). RSSSF. http://www.rsssf.com/tablese/engcup1988.html. Läst 19 augusti 2012.
12. ↑  ”European Championship 1988” (på engelska). RSSSF. http://www.rsssf.com/tables/88e.html. Läst 12 augusti 2011.
13. ↑  Jimmy Lindahl (5 maj 2005). ”Svenska cupen – finalmatcher”. Bolletinen. http://www.bolletinen.se/sfs/pdf/stat_h_allsvens_1941_2005_stat_herr_cupen_finalmatcher.pdf. Läst 21 augusti 2012.
14. ↑  ”Games of the XXIV. Olympiad” (på engelska). RSSSF. http://www.rsssf.com/tableso/ol1988f.html. Läst 16 augusti 2011.
15. ↑  ”Asian Nations Cup 1988” (på engelska). RSSSF. http://www.rsssf.com/tables/88asch.html. Läst 16 augusti 2011.
16. ↑  Jimmy Lindahl (5 maj 2005). ”Svenska cupen för damer”. Bolletinen. http://www.bolletinen.se/sfs/pdf/stat_d_lanslag_19981_2005_sv_cup_damer.pdf. Läst 21 augusti 2012.
17. ↑  ”1980” (på portugisiska). Sylvesterloppet. Arkiverad från originalet den 25 februari 2014. https://web.archive.org/web/20140225133111/http://www.saosilvestre.com.br/1980/item/1980. Läst 19 augusti 2012.
18. ↑  ”Boston Marathon”. Arkiverad från originalet den 27 april 2015. https://web.archive.org/web/20150427035419/http://www.baa.org/races/boston-marathon/boston-marathon-history/past-champions/past-mens-open-champions.aspx. Läst 9 april 2011.
19. ↑  ”Boston Marathon”. Arkiverad från originalet den 7 mars 2012. https://web.archive.org/web/20120307073943/http://www.baa.org/races/boston-marathon/boston-marathon-history/past-champions/past-womens-open-champions.aspx. Läst 9 april 2011.
20. ↑  ”Men Handball World Cup 1988 Sweden - 12-17.01 Winner West Germany” (på engelska). Sport Statistics. Arkiverad från originalet den 24 augusti 2011. https://web.archive.org/web/20110824170538/http://www.todor66.com/handball/World_Cup/Men_1988.html. Läst 26 augusti 2012.
21. ↑  ”Sport Statistics”. Arkiverad från originalet den 17 september 2012. https://web.archive.org/web/20120917024244/http://www.todor66.com/handball/Olympic/Women_1984.html. Läst 23 augusti 2011.
22. ↑  ”Sport Statistics”. Arkiverad från originalet den 24 augusti 2011. https://web.archive.org/web/20110824151110/http://www.todor66.com/handball/Olympic/Men_1988.html. Läst 23 augusti 2011.
23. ↑  ”Datum i innebandyhistorien”. Svenska Innebandyförbundet. Arkiverad från originalet den 15 maj 2021. https://web.archive.org/web/20210515132333/https://epiadmin.innebandy.se/sv/StatistikHistorik/Datum-i-innebandyhistorien/. Läst 22 augusti 2011.
24. ↑  ”Championnat du monde 1988 des moins de 20 ans” (på franska). Hockey Archives. 4 januari 1988. https://www.hockeyarchives.info/U-20_1988.htm. Läst 9 september 2012.
25. ↑  ”Jeux Olympiques de Calgary 1988” (på franska). Hockey Archives. 28 februari 1988. https://www.hockeyarchives.info/JO1988.htm. Läst 15 augusti 2011.
26. ↑  ”Championnat de Suède 1987/88” (på franska). Hockey Archives. 21 april 1988. https://www.hockeyarchives.info/Suede1988.htm. Läst 15 augusti 2011.
27. ↑  ”NHL 1987/88” (på franska). Hockey Archives. https://www.hockeyarchives.info/NHL1988.htm. Läst 23 mars 2020.
28. ↑  ”Coupe d'Europe 1987/88” (på franska). Hockey Archives. 16 oktober 1988. https://www.hockeyarchives.info/Europe1988.htm. Läst 9 september 2012.
29. ↑  ”Matches internationaux 1988/89” (på franska). Hockey Archives. 22 december 1988. https://www.hockeyarchives.info/inter1989.htm. Läst 20 augusti 2012.
30. ↑  ”Historiska segrare”. Vasaloppet. Arkiverad från originalet den 22 mars 2020. https://web.archive.org/web/20200322121012/https://www.vasaloppet.se/wp-content/uploads/sites/1/2019/09/historiska_segrare_vasaloppet_sve_2019-09-18.pdf. Läst 5 september 2011.
31. ↑  ”World Ski Orienteering Championships 1988” (på engelska). http://orienteering.org/events/?event_id=120. Läst 9 september 2012.
32. ↑  ”Davis Cup”. http://www.daviscup.com/en/results/tie/details.aspx?tieId=10003828. Läst 20 augusti 2011.
33. ↑  ”Fed Cup”. Arkiverad från originalet den 16 augusti 2011. https://web.archive.org/web/20110816222533/http://www.fedcup.com/en/results/tie/details.aspx?tieId=20005737. Läst 21 augusti 2011.
34. ↑  ”Sport Statistics”. Arkiverad från originalet den 2 maj 2011. https://web.archive.org/web/20110502043128/http://www.todor66.com/volleyball/Olympics/Men_1988.html. Läst 24 augusti 2011.
35. ↑  ”Sport Statistics”. Arkiverad från originalet den 20 januari 2012. https://web.archive.org/web/20120120181537/http://todor66.com/volleyball/Olympics/Women_1988.html. Läst 24 augusti 2011.